# Maszewo Duże
Maszewo Duże – wieś w Polsce położona w województwie mazowieckim, w powiecie płockim, w gminie Stara Biała.
W latach 1954–1961 wieś należała i była siedzibą władz gromady Maszewo Duże, po jej zniesieniu w gromadzie Biała Stara. W latach 1975–1998 miejscowość administracyjnie należała do województwa płockiego.
Wieś sąsiaduje z dzielnicą Płocka – Białą, w której znajdują się zakłady petrochemiczne.
Wierni kościoła rzymskokatolickiego należą do parafii św. Andrzeja Apostoła w Brwilnie. We wsi jest kościół filialny św. Jadwigi Królowej Polski.
W Maszewie Dużym znajduje się szkoła podstawowa.

## Sport
We wsi funkcjonuje drużyna piłkarska grająca w V lidze (gr. mazowiecka I Amator Maszewo). Klub powstał w 1976 roku. W sezonie 2021/2022 klub zdobył 1. miejsce w tabeli płockiej okręgówki co zapewniło mu awans do wyżej ligi.